# 五所川原市立五所川原中学校
五所川原市立五所川原中学校（ごしょがわらしりつ ごしょがわらちゅうがっこう）は、青森県五所川原市字岩木町にあった公立中学校。

## 概要
- 本校は、概ね旧五所川原町域を学区としていた。

## 沿革
- 1947年（昭和22年）
  - 4月1日 - 学校教育法（旧法）施行により、「五所川原町立五所川原中学校」として開校。当時は、字岩木町12番地にあった五所川原小学校校舎に併設
  - 4月21日 - 開校式挙行。
- 1949年（昭和24年）1月11日 - 字岩木町36番地に校舎新築移転。
- 1954年（昭和29年）10月1日 - 五所川原町の市制施行により、「五所川原市立五所川原中学校」に改称。
- 1965年（昭和40年）3月31日 - 本校と松島中学校を統合した五所川原第一中学校開校により閉校。

## 学区
- 五所川原市の旧五所川原町域。

## 参考資料
- 『五所川原市史 通史編』639頁～640頁「第七編 現代の五所川原」・「第二章　市制施行後の五所川原 第五節 教育と文化 一 諸学校の変遷」と同史637頁「図27 中学校変遷図」
- 『青森県教育史 別巻』886頁「学校沿革史 中学校 (五所川原)第一中学校」（この項に「五所川原中学校」の沿革も併記）。